# حي السلام (عدن)
حي السلام هو أحد أحياء مديرية خور مكسر في محافظة عدن اليمنية. يبلغ تعداد سكانه 4758 نسمة حسب التعداد السكاني في اليمن لعام 2004.